# مارتا لیپینسکا
مارتا لیپینسکا (لهستانی: Marta Lipińska؛ زادهٔ ۱۴ مهٔ ۱۹۴۰) بازیگر اهل لهستان است.
از فیلم‌ها یا مجموعه‌های تلویزیونی که وی در آن‌ها نقش داشته‌است، می‌توان به سال‌های شیرین، یک امر زنانه، یک فاجعه و یانا اشاره نمود.
وی همچنین برندهٔ جوایزی همچون گلوریا آرتیس شده‌است.